# Róbert Orri Þorkelsson
Róbert Orri Þorkelsson (Reykjavík, 3 aprile 2002) è un calciatore islandese, difensore del Víkingur.

## Carriera

### Club

#### Gli inizi
Cresciuto nel settore giovanile dell'Afturelding, debutta in prima squadra il 1º maggio 2018 in occasione dell'incontro di Coppa d'Islanda perso 7-1 contro il KR Reykjavík.

#### CF Montréal
Il 26 giugno 2021 viene acquistato dal CF Montréal con cui firma un contratto di due stagioni.

### Nazionale
Ha giocato nelle nazionali giovanili islandesi Under-16, Under-17, Under-18 ed Under-19.
Nel 2021 viene convocato dalla nazionale Under-21 islandese per il campionato europeo di categoria; scende in campo il 25 marzo nell'incontro della fase a gironi contro la Russia.
Nel 2022 viene convocato dalla nazionale maggiore islandese e il 6 novembre esordisce partendo da titolare nell'amichevole disputata contro l'Arabia Saudita.

## Statistiche
Statistiche aggiornate al 14 settembre 2023.

### Presenze e reti nei club
| Stagione           | Squadra            | Campionato         | Campionato | Campionato | Coppe nazionali | Coppe nazionali | Coppe nazionali | Coppe continentali | Coppe continentali | Coppe continentali | Altre coppe | Altre coppe | Altre coppe | Totale | Totale | Totale |
| Stagione           | Squadra            | Comp               | Pres       | Reti       | Comp            | Pres            | Reti            | Comp               | Pres               | Reti               | Comp        | Pres        | Reti        | Pres   | Reti   |        |
| ------------------ | ------------------ | ------------------ | ---------- | ---------- | --------------- | --------------- | --------------- | ------------------ | ------------------ | ------------------ | ----------- | ----------- | ----------- | ------ | ------ | ------ |
| 2018               | Afturelding        | 2D                 | 0          | 0          | CI+CdL          | 1+0             | 0               |                    | -                  | -                  |             | -           | -           | 1      | 0      |        |
| 2019               | Afturelding        | 1D                 | 19         | 3          | CI+CdL          | 1+4             | 0+1             |                    | -                  | -                  |             | -           | -           | 24     | 4      |        |
| 2020               | Breiðablik         | UD                 | 13         | 1          | CI+CdL          | 1+0             | 0               | UEL                | 1                  | 0                  |             | -           | -           | 15     | 1      |        |
| 2021               | CF Montréal        | MLS                | 0          | 0          | CC              | -               | -               |                    | -                  | -                  | -           | -           | -           | 0      | 0      |        |
| 2022               | CF Montréal        | MLS                | 11         | 0          | CC              | 2               | 0               | CCL                | 1                  | 0                  |             | -           | -           | 14     | 0      |        |
| 2023               | CF Montréal        | MLS                | 9          | 0          | CC              | 1               | 0               |                    | -                  | -                  | LC          | 0           | 0           | 10     | 0      |        |
| feb.-apr. 2024     | CF Montréal        | MLS                | -          | -          | CC              | -               | -               |                    | -                  | -                  | LC          | -           | -           | -      | -      |        |
| Totale CF Montréal | Totale CF Montréal | Totale CF Montréal | 20         | 0          |                 | 3               | 0               |                    | 1                  | 0                  |             | 0           | 0           | 24     | 0      |        |
| Totale carriera    | Totale carriera    | Totale carriera    | 52         | 4          |                 | 10              | 1               |                    | 2                  | 0                  |             | 0           | 0           | 64     | 5      |        |

### Cronologia presenze e reti in nazionale
| Cronologia completa delle presenze e delle reti in nazionale ― Islanda | Cronologia completa delle presenze e delle reti in nazionale ― Islanda | Cronologia completa delle presenze e delle reti in nazionale ― Islanda | Cronologia completa delle presenze e delle reti in nazionale ― Islanda | Cronologia completa delle presenze e delle reti in nazionale ― Islanda | Cronologia completa delle presenze e delle reti in nazionale ― Islanda | Cronologia completa delle presenze e delle reti in nazionale ― Islanda | Cronologia completa delle presenze e delle reti in nazionale ― Islanda |
| Data                                                                   | Città                                                                  | In casa                                                                | Risultato                                                              | Ospiti                                                                 | Competizione                                                           | Reti                                                                   | Note                                                                   |
| ---------------------------------------------------------------------- | ---------------------------------------------------------------------- | ---------------------------------------------------------------------- | ---------------------------------------------------------------------- | ---------------------------------------------------------------------- | ---------------------------------------------------------------------- | ---------------------------------------------------------------------- | ---------------------------------------------------------------------- |
| 6-11-2022                                                              | Abu Dhabi                                                              | Islanda                                                                | 0 – 1                                                                  | Arabia Saudita                                                         | Amichevole                                                             | -                                                                      |                                                                        |
| 11-11-2022                                                             | Hwaseong                                                               | Corea del Sud                                                          | 1 – 0                                                                  | Islanda                                                                | Amichevole                                                             | -                                                                      |                                                                        |
| 8-1-2023                                                               | Albufeira                                                              | Estonia                                                                | 1 – 1                                                                  | Islanda                                                                | Amichevole                                                             | -                                                                      |                                                                        |
| 12-1-2023                                                              | Faro                                                                   | Svezia                                                                 | 2 – 1                                                                  | Islanda                                                                | Amichevole                                                             | -                                                                      | 61’                                                                    |
| Totale                                                                 |                                                                        | Presenze                                                               | 4                                                                      |                                                                        | Reti                                                                   | 0                                                                      |                                                                        |